# هنر خام

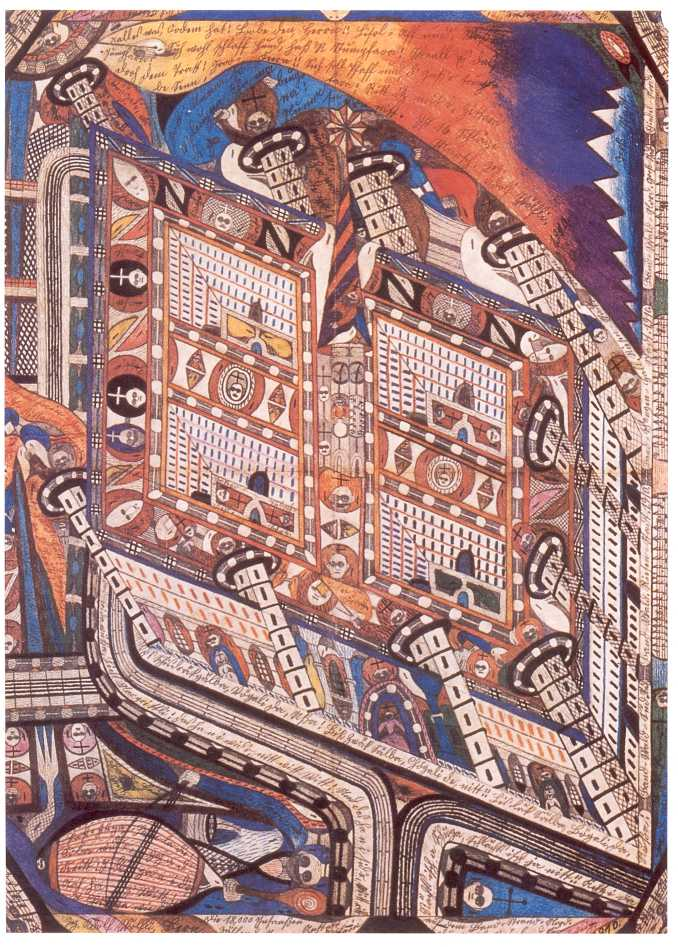
Adolf Wölfli's Irren-Anstalt Band-Hain, 1910

اصطلاح هنر خام (به فرانسوی Art Brut) را ژان دوبوفه، نقاش برجسته فرانسوی بعد از جنگ جهانی دوم، در مورد هنر کسانی به کار برد که خارج از شمول جامعه متعارف هنری قرار داشتند؛ یعنی نقاشی ها و خط‌خطی‌کردن‌های بیماران روانی، زندانیان، کودکان، انسان‌های ابتدایی و خام دست، و امثال آنها. همان گونه که کوبیست‌ها در مراحل نخستین آفرینش‌های خوداز مجسمه‌های بومیان اقیانوسیه و آفریقا الهام گرفتند، دوبوفه توانست از مطالعه هنرهای پیش گفته برای آفرینش کارهای خود الهام بگیرد. وی معتقد بود که این نوع نقاشی برخاسته از ابتکار خالص بوده و بیشترین توانایی را برای به نمایش درآوردن عواطف و ارزش‌های انسانی حائز است.
او هنر خام را از هنر نائیف متفاوت می‌داند، به این دلیل که این هنرمندان، آثارشان را برای استفاده خودشان و ارائه شخصی به وجود می‌آورند، درحالیکه نقاشان نائیف در جریان نقاشی معقول باقی می‌مانند و به‌منظور شناخت عمومی (استقبال مردم یا دولت) فعالیت می‌کنند.

## تاریخچه
دوبوفه در سال ۱۹۴۵ گردآوری آثاری آزاد از قید ضوابط فرهنگی یا جهت‌گیری‌های سنتی و مرسوم را آغاز کرد و در سال ۱۹۴۸ به همراه آندره برتون شاعر فرانسوی و دیگران the Compagnie d’Art Brut را بنا نهاد.
بخش بزرگی از کلکسیون دوبوفه، آثار بیماران روانی را دربرداشت.
در سال ۱۹۷۲ مجموعه اش را که شامل بیش از پنج هزار اثر بود به شهرداری شهر لوزان سوئیس اهدا کرد. چهار سال بعد نمایشگاهی از این آثار در همان شهر افتتاح شد. برخی از آثار دوبوفه (نقاشی‌ها و مجسمه‌ها) که حاصل تقلید مستقیم از Art Brut است، نقدها و موفقیت‌های تجاری به دنبال داشتند.

## پیش‌زمینه و انگیزه‌ها
گفته شده‌است که مهم‌ترین منبع الهام بخش دوبوفه در این خصوص، کتاب دیوانگان نگارش هانس پرینتسهورن، روانکاو سوئیسی بوده‌است.